# Иван Узунов (офицер)
Иван Георгиев Узунов е български партизанин, офицер, генерал-майор.

## Биография
Роден е на 1 август 1922 г. в Горна Джумая. Член на РМС от 1939 г. и на БКП от септември 1944 г. Между септември 1937 и юли 1942 г. учи в горноджумайската гимназия. След това за няколко месеца до септември работи при баща си коларо-железарство. Мобилизиран в армията през септември и служи в Гюмюрджина във военното депо за коне. Избягва от казармата на 19 септември 1943 г. и се включва като партизанин в Рило-Пиринският партизански отряд, където впоследствие става и командир на чета.
След 9 септември 1944 г. е назначен за командир на взвод в четиринадесети пехотен македонски полк. От февруари до септември 1945 г. изкарва съкратен курс във Военното училище в София. Между септември и декември същата година е командир на рота във втори гвардейски стрелкови полк. В периода декември 1945-март 1946 г. изкарва курс за ротни командири в Народната пехотна школа „Бачо Киро“ в Търново. След това до ноември 1947 г. служи като командир на рота в шести гвардейски стрелкови полк в София. Между ноември 1947 и май 1950 г. учи във Военната академия „Г.С.Раковски“ в София. През май 1950 г. е назначен за началник на разузнавателния отдел в Управлението на трета армия. По-късно завършва Военната академия на Генералния щаб на СССР. В периода 1962 – 1973 е заместник-началник по оперативно-техническото, радио- и радиотехническото разузнаване на Разузнавателното управление на Генералния щаб (РУ-ГЩ). При създаването на Командване на Сухопътни войски (КСВ) с устна заповед на командващия Сухопътните войски генерал-полковник Христо Добрев, Узунов е назначен за началник на Разузнавателно управление на КСВ (РУ-КСВ) от октомври 1973. С Указ №2250 на Държавния съвет на НРБ от 9 октомври 1973 е назначен официално за началник на РУ-КСВ. С указ № 1914 от 13 септември 1974 е повишен в чин генерал-майор. Остава на тази позиция до 1978 г., когато се пенсионира.

## Образование
- Народно военно училище „Васил Левски“ – февруари-септември 1945, съкратен курс
- Народна пехотна школа „Бачо Киро“ – декември 1945-март 1946 г., курс за ротни командири
- Военна академия – ноември 1947-май 1950 г.